# Спиридов, Иван Матвеевич

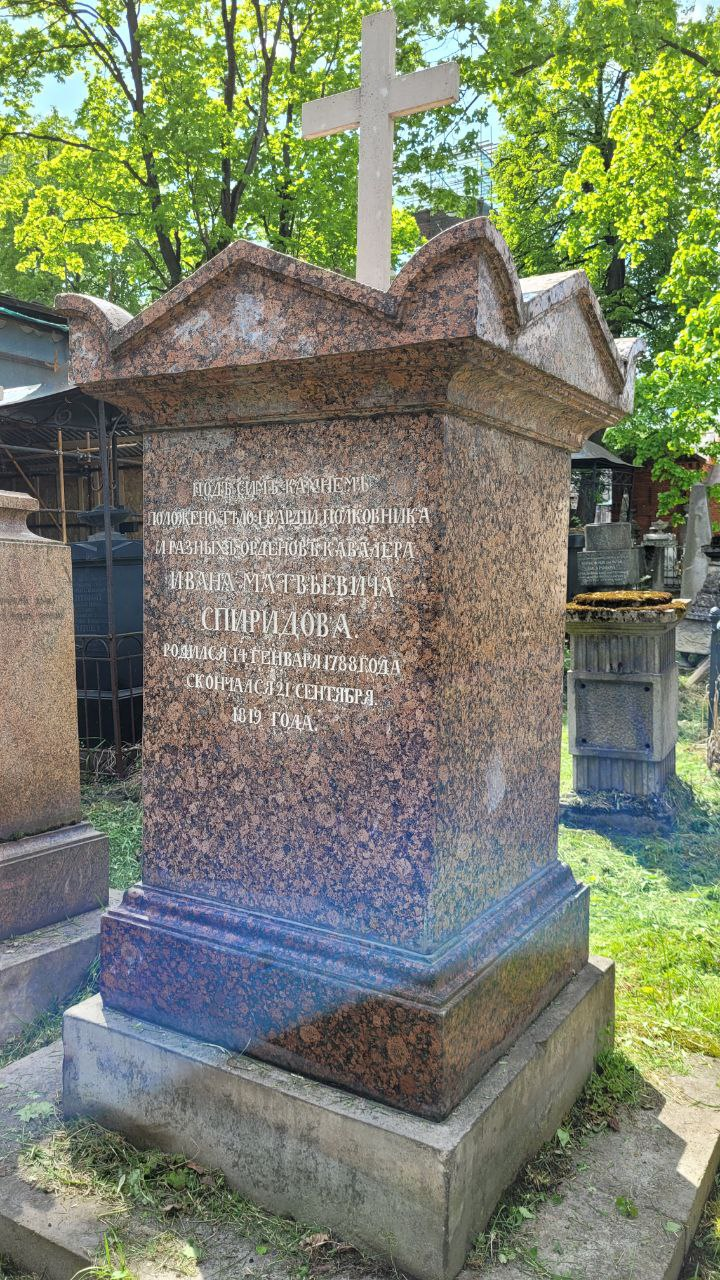
Надгробие Ивана Матвеевича Спиридова в Донском некрополе, участок 3

Иван Матвеевич Спиридов (1787 или 14 января 1788 — 20 сентября (2 октября) 1819) — полковник Лейб-гвардии Измайловского полка, участник наполеоновских войн.

## Биография

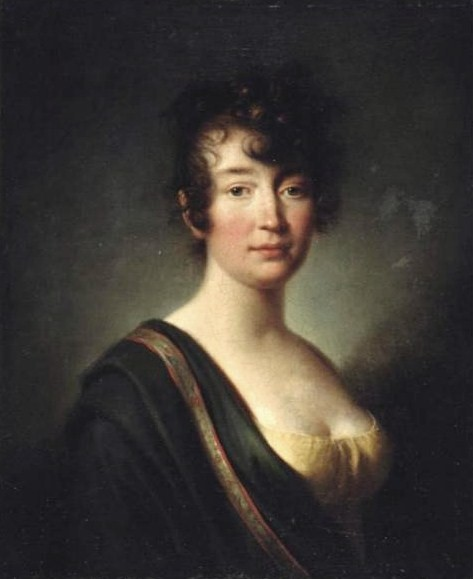
Софья Дмитриевна Спиридова на портрете А. Молинари (1810-е)

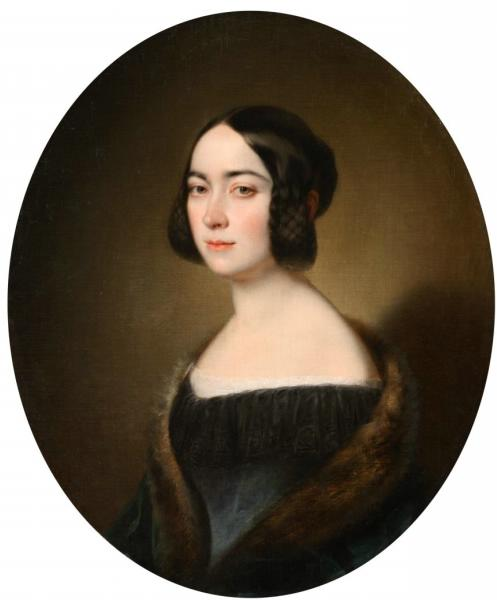
Наталья Ивановна Спиридова

Родился в семье сенатора Матвея Григорьевича Спиридова (1751—1829) и его жены Ирины Михайловны, урождённой княжны Щербатовой (1757—1827). Внук адмирала Григория Андреевича Спиридова.
На службу поступил 22 ноября 1803 года унтер-офицером в Украинский мушкетерский полк. 19 июля 1804 года произведён в подпрапорщики. 6 декабря 1804 года переведён в Лейб-гвардии Измайловский полк. Боевое крещение принял 20 ноября 1805 года в сражении при Аустерлице. 26 ноября 1806 года произведён в портупей-прапорщики. За храбрость в сражении при Фридланде 2 июня 1807 года награждён знаком отличия военного ордена Святого Георгия (№ 645). 9 ноября 1807 года произведён в прапорщики.
Служил адъютантом при генерал-майоре графе П. А. Строганове, с которым в 1808—1809 годах участвовал в русско-шведской войне, в том числе в переходе по льду и захвате Аландских островов. 24 апреля 1809 года произведён в подпоручики.
12 июня 1809 года назначен бригадным адъютантом графа П. А. Строганова, с которым в 1809—1810 годах был во многих сражениях русско-турецкой войны, награждён орденами Св. Анны 2-й степени, Св. Владимира 4-й степени с бантом и золотой шпагой с надписью «За храбрость». 7 ноября 1811 года произведён в поручики.
23 марта 1812 года назначен дивизионным адъютантом графа П. А. Строганова, с которым совершил славные походы 1812—1814 годов. За отличие в Бородинском сражении произведён с 1 октября 1812 года в штабс-капитаны (высочайший приказ 20 ноября 1812). За отвагу в сражениях при Красном представлен к ордену Св. Георгия 4-го класса, но вместо этого произведён в 2 июля 1813 года в капитаны. За Лютцен получил алмазные знаки к ордену Св. Анны 2-й степени и прусский орден Pour le Mérite. Участвовал в сражениях при Дрездене и Кульме. За битве при Лейпциге награждён орденом Св. Владимира 3-й степени. 7 декабря 1813 года произведён в полковники. За сражение при Краоне повторно награждён орденом Св. Владимира 3-й степени. 2 мая 1816 года переведён в Тарутинский пехотный полк.
Последние годы жил с семьей в Москве в доме дяди Г. Г. Спиридова, где и умер 20 сентября 1819 года в возрасте 32 лет. Похоронен в Донском монастыре.

## Семья
Жена — Софья Дмитриевна Олсуфьева (179?—1853), дочь Д. А. Олсуфьева и сестра графа Василия Олсуфьева. По воспоминаниям родственника, «в отличие от сестры своей Екатерины Мухановой, унаследовавшей от матери весь тонкий и изысканный уклад времени Marie Antoinette, Софья Спиридова была всегда окружена, по привычкам старого русского барства, карликами и шутихами, вносившими в дом её грязь и безалаберность». Дети:
- Наталья (1816—1890), жена гусарского корнета Николая Александровича Толстого (1815—1860-е). Венчались в Москве 10 ноября 1835 года в церкви Афанасия и Кирилла, на Сивцевом Вражке[5].
- Николай (13.03.1819[6]— ?), крестник князя Д. М. Щербатова и тетки Е. Д. Мухановой.

## Награды
- Знак отличия военного ордена Святого Георгия (1807)[2]
- Орден Святой Анны 2-й степени; алмазные украшения к ордену (1813)[2]
- Орден Святого Владимира 4-й степени с бантом[2]
- Золотая шпага с надписью «За храбрость»[2]
- Орден Святого Владимира 3-й степени (1813)[2]
- Серебряная медаль «В память Отечественной войны 1812 года» (1814)[2]
- Орден «Pour le Mérite» (1813, королевство Пруссия)[2]